# シナピンエステラーゼ
シナピンエステラーゼ(Sinapine esterase、EC 3.1.1.49)は、以下の化学反応を触媒する酵素である。
シナピン + 水{\displaystyle \rightleftharpoons }シナピン酸 + コリン
従って、基質はシナピンと水の2つ、生成物はシナピン酸とコリンの2つである。
この酵素は加水分解酵素に分類され、特にエステル結合に作用する。系統名は、シナポイルコリン シナポヒドロラーゼ(sinapoylcholine sinapohydrolase)である。フェニルプロパノイドの生合成に関与している。